# 大佐サービスエリア
大佐サービスエリア（おおさサービスエリア）は、岡山県新見市大佐田治部の中国自動車道上にあるサービスエリアである。スマートインターチェンジが設けられている。

## 道路
- E2A 中国自動車道

## 施設

### 上り線（津山・大阪方面）
- 駐車場
  - 大型10台
  - 小型60台
  - 二輪4台
  - トレーラー2台
  - 車椅子用駐車場有
- トイレ[1]
  - 男性 大4（和式1・洋式3）・小4
  - 女性 9（和式1・洋式8）
  - 車椅子用 1
- ガソリンスタンド（ENEOS（ENEOSウイング）、8:00 - 20:00）
  - 2012年（平成24年）3月31日に太陽石油（西日本高速道路サービス・ホールディングス）からブランドと運営者が変更となった。
  - 2025年（令和7年）4月26日より、小型車がセルフ式になった。
- 電気自動車用急速充電器（24時間）要事前登録
- レストラン（サルボ両備、8:00 - 21:00（ラストオーダー20:30））
- ショッピング（サルボ両備、7:00 - 21:00）
- ベーカリー「森の木陰」（7:00 - 21:00）
- 自動販売機
- 携帯電話充電器（7:00 - 22:00）
- ハイウェイ情報ターミナル
- バス停留所
- ベビーコーナー（24時間）

### 下り線（浜田・広島方面）
- 駐車場
  - 大型10台
  - 小型60台
  - 二輪4台
  - トレーラー3台
  - 車椅子用駐車場有
- トイレ[1]
  - 男性 大4（和式1・洋式3）・小4
  - 女性 9（和式1・洋式8）
  - 車椅子用 1

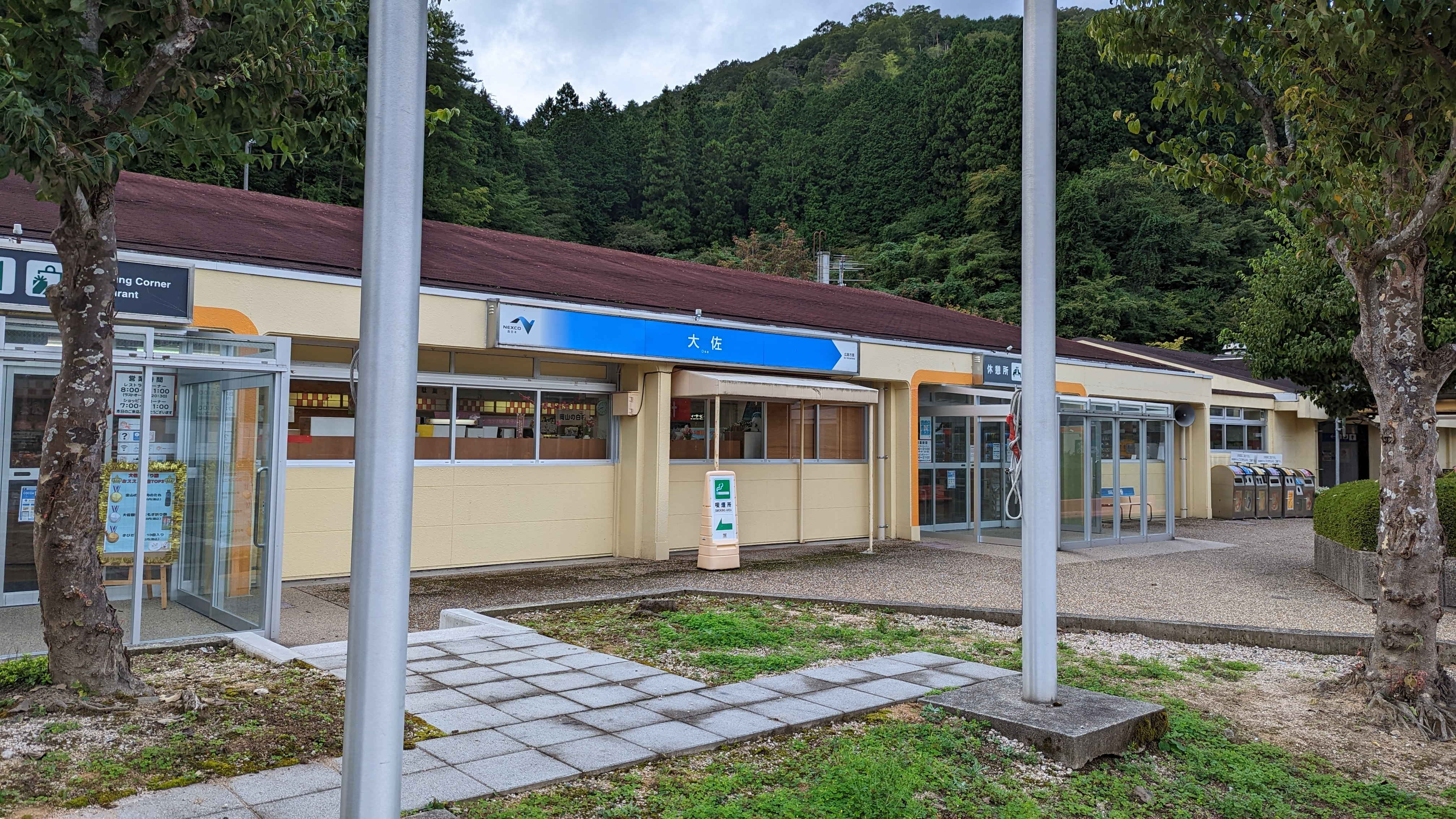
下り施設

- ガソリンスタンド（ENEOS（ENEOSウイング）、7:00 - 22:00）
  - 2009年（平成21年）6月30日まではネクステージ中国の運営による24時間営業だった（ブランドは変更なし）。
- 電気自動車用急速充電器（24時間）要事前登録
- レストラン（サルボ両備、8:00 - 21:00（ラストオーダー20:30））
- ショッピング（サルボ両備、7:00 - 21:00）
- 自動販売機
- 携帯電話充電器（7:00 - 22:00）
- ハイウェイ情報ターミナル
- バス停留所
- ベビーコーナー（24時間）

## 大佐スマートインターチェンジ

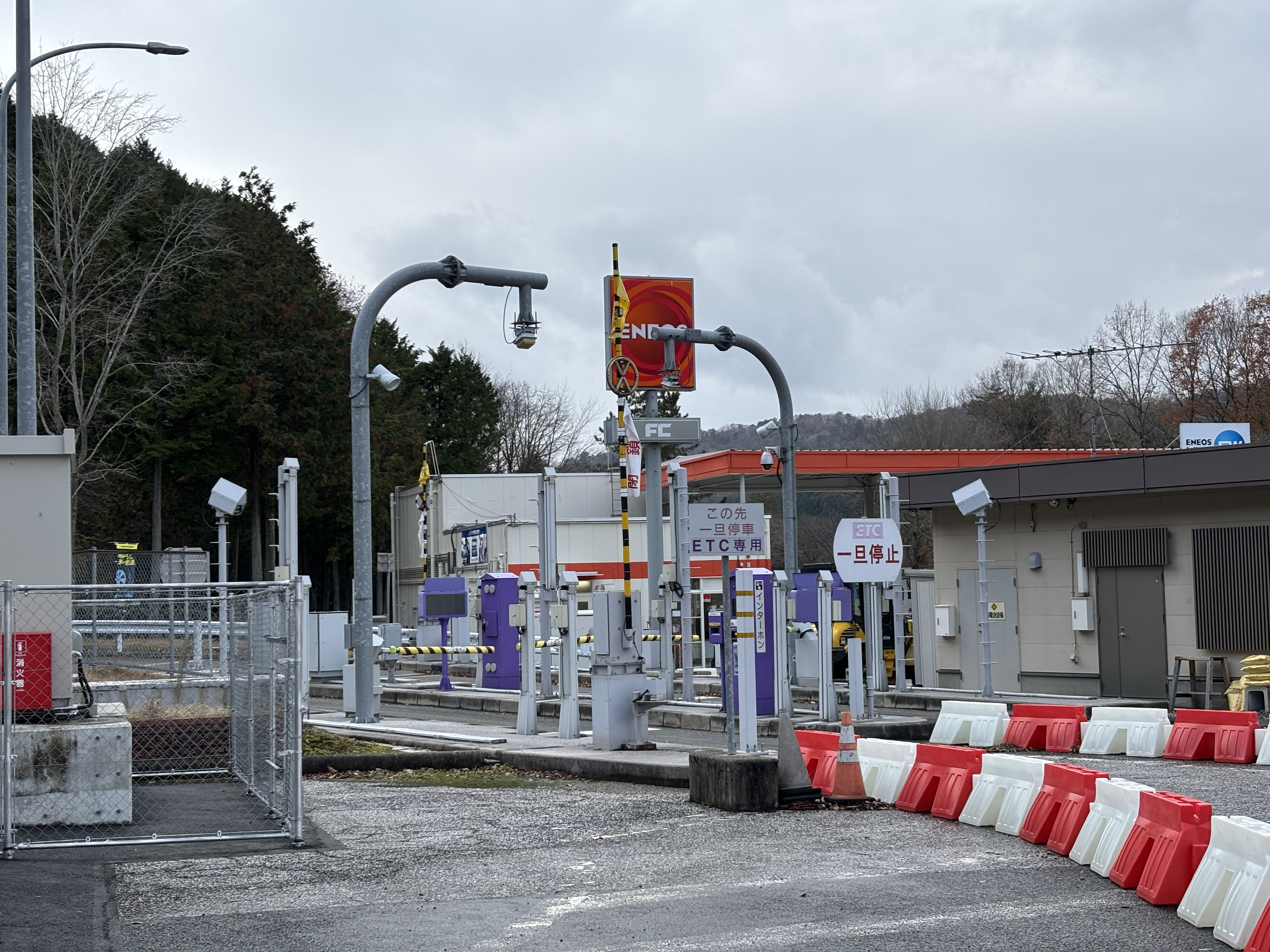
大佐スマートインターチェンジ（下り）

2004年（平成16年）12月18日よりETC搭載車専用ゲートによるスマートインターチェンジ敷設の社会交通実験が行われた。当初は2005年（平成17年）3月15日までの予定であったが、10月に晴れの国おかやま国体が開催されることもあり大規模イベント時の利用状況等を把握するために実験期間が徐々に延長され、2006年（平成18年）3月31日まで設置・追実験された。その後、中国自動車道と市道サービスエリア1号線・2号線との連結が許可されたため、2006年（平成18年）10月1日6時より本格導入された。なお2019年（令和元年）12月24日に利用時間がそれまでの6時 - 24時から24時間に拡大された。
- 利用時間：24時間
- 利用対象車：ETC車載器を搭載した軽自動車、普通車、中型車（車長が8.5m以内のもの）

### 接続する道路

#### 直接接続
- 新見市道サービスエリア1号線
- 新見市道サービスエリア2号線

#### 間接接続
- 岡山県道32号新見勝山線 : 新見市道サービスエリア1号線ならびに新見市道サービスエリア2号線を経由して

## 大佐バスストップ

### 停車する路線
| のりば | 愛称                | 会社名                           | 行先                                                   | 備考     |
| ------ | ------------------- | -------------------------------- | ------------------------------------------------------ | -------- |
| 上り線 | 大阪 - 新見・三次線 | 阪急バス・阪急観光バス・備北バス | 大阪（新大阪駅・梅田（阪急三番街高速バスターミナル）） |          |
| 下り線 | 降車専用            | 降車専用                         | 降車専用                                               | 降車専用 |

## 周辺
- 西日本旅客鉄道（JR西日本）姫新線 丹治部駅

## 隣
E2A 中国自動車道
(18)北房IC - 呰部BS - 布瀬BS - (18-1)大佐SA/BS/SIC - 熊谷BS - (19)新見IC/BS

### 一次資料
1. ↑  “「大佐スマートインターチェンジ」の24時間化対応について”.   西日本高速道路株式会社 (2019年12月10日). 2019年12月10日閲覧。